# 255 (число)
255 (Дві́сті п'ятдеся́т п'я́ть) — натуральне число між 254 та 256.
- 255-й день у році — 12 вересня (у високосний рік — 11 вересня).

## У математиці
- 255 — є непарним тризначним числом;
- 255 — є репдигітом — одноподібним числом (в якого повторюються кілька цифр);

- Сума цифр цього числа — 12;
- Добуток цифр цього числа — 50;
- Квадрат числа 255 — 65025;

- Належить до складених чисел;
- Належить до сфенічних чисел;
- Належить до чисел Мерсена;
- Належить до самопороджених чисел.

## В інших галузях
- 255 рік;
- 255 до н. е.;
- В Юнікоді 00FB16 — код для символу «ÿ» (Latin Small Letter Y With Diaeresis).

## Цікавинки
- NGC 255 — галактика типу SBbc у сузір'ї Кит;
- 255 Оппавія (255 Oppavia) — астероїд головного поясу, відкритий 31 березня 1886 року Йоганном Палізою;
- 255.255.255.0 — Маска підмережі;
- 255 — Код казахської мови в ГОСТ 7.75-97;
- 255 — 255 аят 2-й сурі Корану — Аят аль-Курсі;
- Кут 255° відповідає напрямку захід-південь-захід;
- Київська спеціалізована школа № 255 з поглибленим вивченням предметів природничо-математичного циклу — м. Київ[1]